# Lorenzo Rajot
Lorenzo Rajot, né le 13 octobre 1997 à Saint-Cloud (Hauts-de-Seine), est un footballeur français qui joue au poste de milieu de terrain au Stade Malherbe Caen.

## Biographie

### Clermont Foot 63
Né à Saint-Cloud en France, Lorenzo Rajot est formé par le Clermont Foot 63. C'est avec ce club qu'il joue son premier match en professionnel, le 19 mai 2017, lors d'une rencontre de Ligue 2 face au Valenciennes FC. Il entre en jeu à la place de Eugène Ekobo ce jour-là et son équipe s'impose sur le score de un but à zéro.
Rajot inscrit son premier but en professionnel le 31 août 2018, lors d'une rencontre de Ligue 2 face au Valenciennes FC, contre qui son équipe s'impose largement par quatre buts à zéro au Stade du Hainaut. Lors de la journée suivante face à l'AJ Auxerre il délivre deux passes décisives, permettant à son équipe de remporter la partie (2-0). Il commence donc la saison 2018-2019 dans la peau d'un titulaire, certains supporters clermontois le comparent notamment à Adrien Rabiot lors de ses débuts.

### Le Mans
Le 20 janvier 2020 Lorenzo Rajot est prêté avec option d'achat au Mans. Il joue son premier match le 24 janvier 2020 face au Valenciennes FC, contre qui son équipe s'incline par un but à zéro. Il ne fait en tout que sept apparitions avec Le Mans.

### Retour à Clermont
Rajot est de retour à Clermont pour la saison 2020-2021. Il joue 20 matchs cette saison-là mais est rarement titularisé, se contentant surtout d'entrées en jeu.

### Rodez AF
Lorenzo Rajot rejoint le Rodez AF lors de l'été 2021. Il vient pour renforcer le milieu de terrain et remplacer David Douline, qui a quitté le club.
Il joue son premier match pour Rodez le 24 juillet 2021, lors de la première journée de la saison 2021-2022 de Ligue 2, contre le SM Caen. Il est titularisé et son équipe s'incline par quatre buts à zéro.
Rajot inscrit son premier but pour Rodez le 19 novembre 2022, à l'occasion d'une rencontre de coupe de France face au FC Roche Saint Genest. Il permet à son équipe de s'imposer (0-1) et donc de se qualifier pour le tour suivant.

### SM Caen
Le 12 août 2024, Lorenzo Rajot, alors libre de tout contrat, s'engage pour trois ans au SM Caen. Il y arbore le numéro 14.

## Statistiques
| Saison                | Club                  | Championnat           | Championnat | Championnat | Championnat | Coupe(s) nationale(s) | Coupe(s) nationale(s) | Coupe(s) nationale(s) | Play-offs | Play-offs | Play-offs | Total | Total | Total |
| Saison                | Club                  | Division              | M.          | B.          | P.d.        | M.                    | B.                    | P.d.                  | M.        | B.        | P.d.      | M.    | B.    | P.d.  |
| 2016-2017             | Clermont Foot 63      | Ligue 2               | 1           | 0           | 0           | -                     | -                     | -                     | -         | -         | -         | 1     | 0     | 0     |
| 2017-2018             | Clermont Foot 63      | Ligue 2               | 8           | 0           | 1           | 3                     | 0                     | 1                     | -         | -         | -         | 11    | 0     | 2     |
| 2018-2019             | Clermont Foot 63      | Ligue 2               | 10          | 1           | 2           | -                     | -                     | -                     | -         | -         | -         | 10    | 1     | 2     |
| 2019-2020             | Clermont Foot 63      | Ligue 2               | 10          | 0           | 0           | 3                     | 1                     | 0                     | -         | -         | -         | 13    | 1     | 0     |
| 2020-2021             | Clermont Foot 63      | Ligue 2               | 19          | 0           | 0           | 1                     | 0                     | 0                     | -         | -         | -         | 20    | 0     | 0     |
| 2019-2020             | Le Mans FC (prêt)     | Ligue 2               | 7           | 0           | 0           | -                     | -                     | -                     | -         | -         | -         | 7     | 0     | 0     |
| Sous-total            | Sous-total            | Sous-total            | 55          | 1           | 3           | 7                     | 1                     | 1                     | -         | -         | -         | 62    | 2     | 4     |
| 2021-2022             | Rodez AF              | Ligue 2               | 31          | 0           | 2           | 2                     | 0                     | 0                     | -         | -         | -         | 33    | 0     | 2     |
| 2022-2023             | Rodez AF              | Ligue 2               | 33          | 2           | 4           | 4                     | 1                     | 0                     | -         | -         | -         | 37    | 3     | 4     |
| 2023-2024             | Rodez AF              | Ligue 2               | 37          | 6           | 5           | 3                     | 2                     | 0                     | 2         | 0         | 0         | 42    | 8     | 5     |
| Sous-total            | Sous-total            | Sous-total            | 101         | 8           | 11          | 9                     | 3                     | 0                     | 2         | 0         | 0         | 112   | 11    | 11    |
| 2024-2025             | SM Caen               | Ligue 2               | 3           | 1           | 0           | -                     | -                     | -                     | -         | -         | -         | 3     | 1     | 0     |
| Total sur la carrière | Total sur la carrière | Total sur la carrière | 159         | 10          | 14          | 16                    | 4                     | 1                     | 2         | 0         | 0         | 177   | 14    | 15    |